# Frederic Durán-Jordà
Frederic Durán-Jordà (* 25. April 1905 in Barcelona; † 30. März 1957 in Manchester) war ein spanischer Arzt und Hämatologe. Er entwickelte ein System, mit dem es möglich wurde, Blutkonserven in Kühlketten über weite Entfernungen zu transportieren.

## Leben und Wirken
Frederic Durán-Jordà wurde am 25. April 1905 im Stadtteil La Barceloneta von Barcelona geboren. Seine Familie stammte ursprünglich aus Martorell. Frederic wollte Chemie studieren, musste sich aber auf Drängen des Vaters mit einem Medizinstudium zufriedengeben, das er 1922 aufnahm und im Juni 1928 abschloss.
Während seiner Graduierung arbeitete er im Labor der Klinik für Verdauungskrankheiten des „Hospital Clínico y Provincial de Barcelona.“ Später wurde er Direktor des „Instituto Frenopático“ in Les Corts, eine Position, die er bis zum Ende des Spanischen Bürgerkrieges (1939) innehatte.
|      | Entwicklung der Transfusions-Technik 1900–1936 |
| 1901 | Karl Landsteiner entdeckte das AB0-Blutgruppensystem. Im Jahre 1930 erhielt er für diese Entdeckung den Nobelpreis. |
| 1902 | Alfred von Decastello (1872–1960) und Adriano Sturli (1873–1964) entdeckten die vierte Bluthauptgruppe AB. |
| 1907 | Ludvig Hektoen (1863–1951) schlug den Kreuztest als Verträglichkeitstest vor, um unverträgliche Kombinationen auszuschließen. In der Folge erkannte Reuben Ottenberg, dass die Gruppe 0 als Universalspender dienen kann. |
| 1914 | Luis Agote vom Hospital Rawson de Buenos Aires (Argentinien) wendete am 9. November 1914 erfolgreich eine mit Citratlösung haltbar gemachte Blutkonserve an. |
| 1925 | Karl Landsteiner entdeckte zusammen mit Phillip Levine drei weitere Blutgruppen: N, M und P. |
| 1930 | Der russische Chirurg Sergei Sergejewitsch Judin entwickelte 1930 am Sklifosovsky-Institut in Moskau ein Verfahren, mit dem das Blut von kürzlich Verstorbenen für die Transfusion haltbar gemacht werden konnte. Bis 1938 hatte er 2.500 Transfusionen mit dem Blut Verstorbener durchgeführt. Sieben dieser Transfusionen verliefen tödlich und bei 125 zeigten sich leichte Reaktionen wie Fieber und Schüttelfrost. |
| 1936 | In Barcelona entwickelte Frederic Durán-Jordà einen Bluttransfusionsdienst, der es ermöglichte, Blutkonserven in Kühlketten über lange Distanzen zu transportieren. |

Als im Juli 1936 der Spanische Bürgerkrieg begann, behandelte Frederic Durán-Jordà Verletzte im Krankenhaus Nummer 18 am Berg Montjuïc in einem Vorort von Barcelona. Die Transfusionen wurden in Barcelona zu dieser Zeit nach der Arm-zu-Arm-Methode durchgeführt. Duran musste feststellen, dass die zur Transfusion benötigten Blutmengen durch direkte Transfusion nicht gedeckt werden konnten. Außerdem erreichten ihn Hilferufe von der Aragon-Front, aus denen hervorging, dass dort Blut zur Notfallversorgung von Verwundeten nicht zur Verfügung stand. Mit Unterstützung durch den Gesundheitsdienst der Republikanischen Armee und durch die Generalitat de Catalunya baute er einen Transfusionsdienst auf, der es ermöglichte, Blutkonserven zu lagern und in Kühlketten bis an die Front zu transportieren.
Als im Februar 1939 Francos Truppen Katalonien besetzten, floh Frederic Durán-Jordà nach London. Er folgte dabei einer Einladung des Britischen Roten Kreuzes. Diese Einladung wurde durch die Ärztin Janet Vaughan unterstützt. Janet Vaughan interessierte sich für die Lagerung von Blutkonserven, und sie hatte von Frederic Durán-Jordàs Arbeit in Barcelona erfahren. In London lebte er in der Familie Vaughan und er gab die von ihm in Barcelona entwickelten Techniken weiter.
Nach dem Zweiten Weltkrieg zog Frederic Durán-Jordà nach Manchester, wo er zunächst als Pathologe arbeitete und schließlich Direktor der Pathologieabteilung des „Hall Children's Hospital“ und des „Monsall Hospital“ wurde. Er starb 1957 an Leukämie.

## Zeitschriftenartikel
- Revista de sanidad de guerra
  - 8 (1937), S. 307–321, Frederic Durán-Jordà : El Servicio de Transfusión de Sangre de Barcelona. Técnicas y Utillaje
  - 8 (1937), S. 322–328, Frederic Durán-Jordà : La transfusión de sangre citratada conservada. El problema de la dosis
  - 8 (1937), S. 329–330, Frederic Durán-Jordà zusammen mit C. Margarit Aleu : Contribución al estudio del metabolismo in vitro de sangre citratada-conservada. Estudio sobre la cifra de hematíes, leucocitos y hemoglobina
  - 8 (1937), S. 335–339, Frederic Durán-Jordà zusammen mit Sardà Roca : Contribución al estudio del metabolismo in vitro de la sangre citratada-conservada. La resistencia globular del hematie
  - 8 (1937), S. 340–343, Frederic Durán-Jordà : Contribución al estudio del metabolismo in vitro de la sangre citratada-conservada. La destrucción leucocitaria
  - 8 (1937), S. 344–347, Frederic Durán-Jordà : Contribución al estudio in vitro de la sangre citratada-conservada. La destrucción del complemento
  - 8 (1937), S. 348–351, Frederic Durán-Jordà : Contribución al estudio del metabolismo in vitro de la sangre citratada-conservada. Los procesos de glucolisis
  - 8 (1937), S. 352–354, Frederic Durán-Jordà : Contribución al estudio del metabolismo in vitro de la sangre citratada-conservada. El metabolismo de la urea
  - 8 (1937), S. 355–357, Frederic Durán-Jordà zusammen mit V. Villaró Closa : Contribución al estudio del metabolismo in vitro de la sangre citratada-conservada. La acción amidolítica

- La Medicina Catalana
  - 7 (1936), S. 45–46, Frederic Durán-Jordà : El Servicio de Tranfusió de sang al front. Organització i utillatge

- The lancet
  - 233 (1939), S. 773–77, Frederic Durán-Jordà : The Barcelona blood-transfusion service